# Huacalapa
Huacalapa är en ort i Mexiko.   Den ligger i kommunen Chilpancingo de los Bravo och delstaten Guerrero, i den södra delen av landet, 220 km söder om huvudstaden Mexico City. Huacalapa ligger 2 224 meter över havet och antalet invånare är 108.
Terrängen runt Huacalapa är bergig söderut, men norrut är den kuperad. Runt Huacalapa är det ganska tätbefolkat, med 120 invånare per kvadratkilometer. Närmaste större samhälle är Chilpancingo de los Bravo, 14,2 km nordost om Huacalapa. I omgivningarna runt Huacalapa växer huvudsakligen savannskog.